# 太原鲜于氏
太原鮮于氏是韩国（朝鲜民族）的一个姓氏，鲜于氏在各姓氏人口排名中为137位，人口约3560。本贯中国太原。太原鲜于氏的始祖为移居古朝鲜建立箕子朝鲜的中国商朝公族箕子。

## 人物
- 鲜于辉
- 鮮于善
- 鲜于银淑
- 鲜于在德